# Carex alajica
Carex alajica là một loài thực vật có hoa trong họ Cói. Loài này được Litv. mô tả khoa học đầu tiên năm 1910.